# ボロフスク

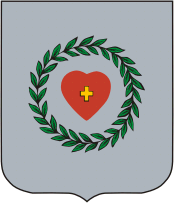
ボロフスクの紋章

ボロフスク（ロシア語: Бо́ровск; Borovsk）は、ロシア西部のカルーガ州にある町。人口は1万2598人（2021年）。州都カルーガから北へ100km、首都モスクワからは南西へ100km。モスクワ州との州境のすぐ南に位置する。オカ川の支流プロトヴァ川沿いにある

## 歴史

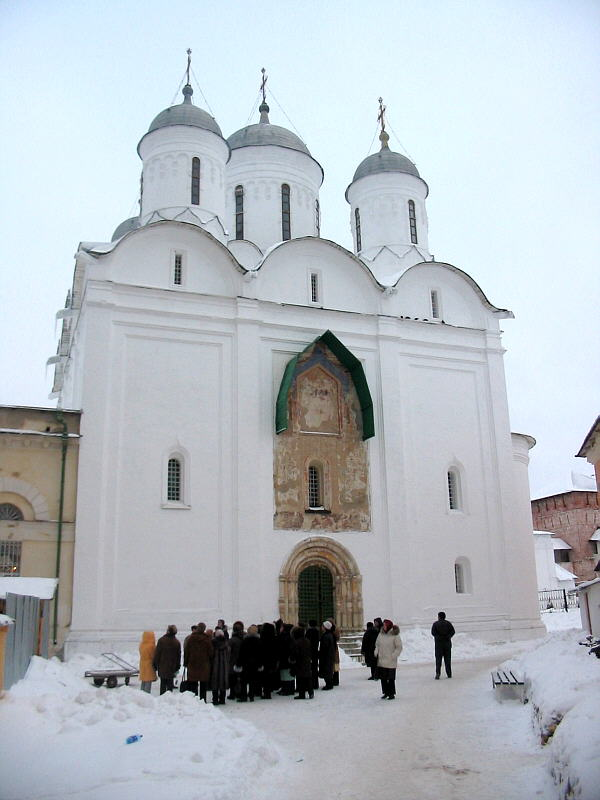
パフヌティエフ修道院の聖堂

ボロフスクの町は13世紀には既に存在したことが、2003年に行われた発掘調査の結果からわかっている。この町が最初に記録に現れるのは1358年のことで、モスクワ大公イヴァン2世の勅令に「ボロヴェスク」の名で登場する。当時、この地域はチェルニーゴフ公国の一部で、その後リャザン公国の一部となっていた。ボロフスクという地名はロシア語で森、特にマツの林を意味する「Бор」から来ている。

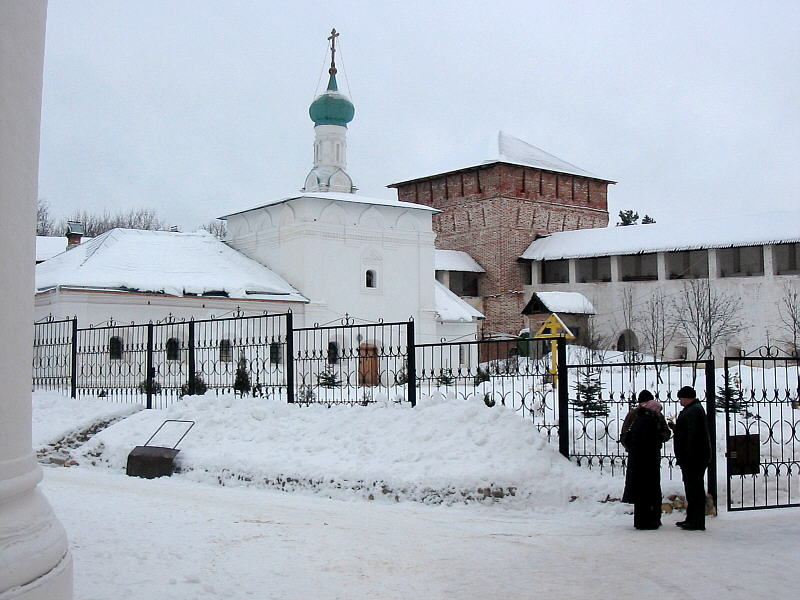
パフヌティエフ修道院内部、イリインスキー聖堂

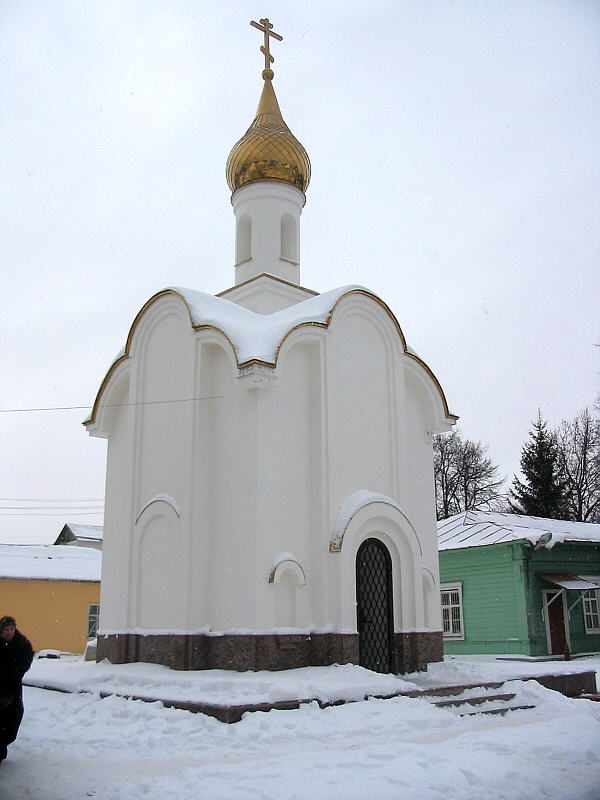
古儀式派の聖堂。貴族夫人モローゾヴァが抑留されていた場所に建てられている

14世紀後半、ボロフスクはセルプホフ公ウラジーミルの所領となったが、彼の孫娘のマリヤ・ヤロスラヴナ（ボロフスクのマリヤ）がモスクワ大公ヴァシーリー2世と結婚したため、1382年にモスクワ大公国に贈られた。イヴァン3世はマリヤとヴァシーリー2世の息子に当たる。
1444年には、現在はパフヌティエフ修道院（Pafnutiyev Monastery、 聖パフヌティウス修道院 Monastery of St Paphnutius）と呼ばれている修道院がボロフスクの近くに建設された。創建者であるボロフスクのパフヌーティーは後に列聖されている。高名なイコン画家ディオニシオスの初期の作品となるフレスコ画は、15世紀末にこの修道院で作られ、今も残っている。頑丈な城壁と塔に囲まれた修道院はクレムリ（要塞）としても機能し、ボリス・ゴドゥノフの治世にも、その後の大動乱時代の戦闘にも残った。
古儀式派の初期の指導者であったアヴァクーム、およびフェオドシア・モローゾヴァの二人は17世紀半ばにこの修道院に監禁されていたが、17世紀末以降はボロフスクは古儀式派の中心地のひとつになっている。1812年ロシア戦役ではナポレオン軍により市街地も修道院も略奪を受け焼き払われた。1857年にも大火が起こっている。第二次世界大戦（独ソ戦）では1941年10月15日にドイツ国防軍により占領されたが、1942年1月4日に、モスクワの戦いからの反攻を進める赤軍西部戦線により解放された。

## 文化・観光
ボロフスクには多くの古跡が残るが、17世紀に遡るこの地域で一番古い木造聖堂、この地で1880年から1891年まで教師として働いていたコンスタンチン・ツィオルコフスキーの博物館などが見どころである。
パフヌティエフ修道院は20世紀に破壊を受けた後に修復され、1960年代以降は歴史・建築博物館にされていたが、1991年よりロシア正教会の所有となっている。その主な聖堂は生神女誕生大聖堂（Рождественский собор）で、1586年に建てられており、1467年に最初に建てられた聖堂の部材を使用している。そのほか、修道院内部には1670年に建てられた小さなイリインスキー聖堂（Ильинская церковь）、16世紀の食堂、塔や城壁が残っている。
市内には1704年に建てられた聖ボリス・グレブ聖堂と、1819年に建てられた高い鐘楼がある。貴族夫人モローゾヴァとウルソヴァ王女が抑留され没したとされている場所には新たに建てられた古儀式派の聖堂がある。

## 経済・交通
ボロフスクには繊維工場や木材を使った工場（マッチやおもちゃなど）があるほか、小さなトラック工場ができている。
最寄りの鉄道駅は、東へ12km離れたバラバノヴォ市の駅で、モスクワ・ブリャンスク・キエフの幹線上にある。またモスクワを大きく取り巻く国道A108がボロフスクの北東6kmの位置を走る。